# Dom Pomocy Społecznej w Broniszewicach

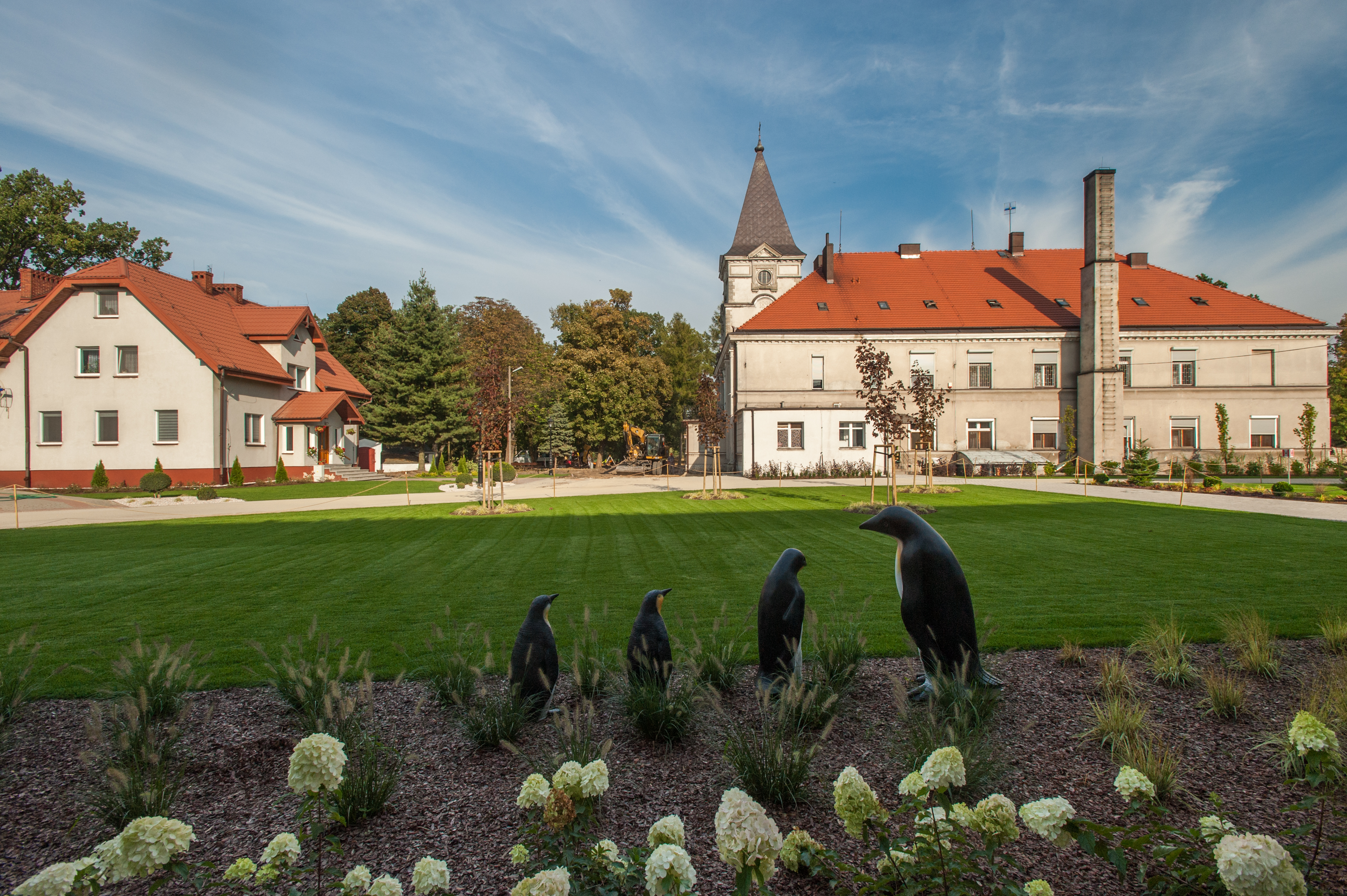
Broniszewice. Dom Chłopaków

Dom Chłopaków w Broniszewicach – założony w 1926 roku DPS w Broniszewicach mieści się w województwie wielkopolskim, w powiecie pleszewskim, w gminie Czermin.

## Historia pałacu
Pałac, w którym mieści się DPS, powstał w 1892 roku w stylu neoklasycystycznym, został wybudowany dla Józefa Brandta (na wieży znajduje się data powstania oraz inicjały właściciela). Pałac powstał na planie prostokąta, budynek jest piętrowy z czterospadzistym dachem. Od południa pałac posiada ryzalit natomiast w narożu znajduje się wysoka wieża z iglicą.
Pałac otacza park krajobrazowy o powierzchni 5,73 ha powstały w 2 połowie XIX wieku. Na terenie parku znajdują się dwa stawy z wysepką, na której znajdują się pozostałości po murowanym dworze z XV wieku.

## Historia Domu Pomocy Społecznej
Dominikanki przybyły do Broniszewic w 1919 roku. Zamieszkały w miejscowym pałacu. Neoklasycystyczny budynek z wieżą o dachu piramidalnym w narożniku pochodzi z końca XIX wieku. Wcześniej w tym miejscu funkcjonował – podobnie jak w Mielżynie – „zakład wychowawczy” prowadzony przez Związek Towarzystwa Dobroczynności „Caritas”. Dominikanki nabyły obie placówki.
Początkowo w pałacu zorganizowały sierociniec dla dzieci osieroconych przede wszystkim podczas I wojny światowej. Funkcjonował on tu aż do wybuchu II wojny światowej. Poza opieką nad maluchami siostry prowadziły działalność charytatywną, troszczyły się o chorych i dbały o wystrój kościołów. Prowadziły też kursy gospodarcze, a jednocześnie brały udział w stowarzyszeniach katolickich, organizując z młodzieżą – zarówno męską jak i żeńską – okolicznościowe akademie i przedstawienia.
A tak życie w placówce wspominał po latach Piotr Ślusarczyk, który do Broniszewic trafił w 1922 roku, po tym jak jego rodzice zginęli na Wschodzie: Dzwonek zawieszony na akacji wzywał dzieci do domu, zwłaszcza te, które pielęgnowały przydzielone sobie działki w parku. Starsi chłopcy, bo byli tylko chłopcy, pomagali w pracy na roli. Majątek siostry miały duży – las 50 ha i ziemia orna, uprawiana przez gospodarza Banaszaka z Żegocina. Pracą kierowała siostra, a pracowali najmowani świeccy ludzie. Pomagali starsi, już 12-letni wychowankowie, razem z siostrami. Plony tej ziemi starczyły dla sióstr i sierot. Dzieci z klasy pierwszej uczyła siostra w sierocińcu. Od klasy drugiej do czwartej dzieci uczęszczały wspólnie z wiejskimi do szkoły w Broniszewicach Starych. Wychowanek sióstr dominikanek wspomina także, jak wyglądała wówczas uroczystość Bożego Ciała: Chłopcy na Boże Ciało szli w procesji wyruszającej z kościoła św. Piotra i Pawła z „Górki” do Sierocińca, gdzie na werandzie od strony św. Józefa był II ołtarz. Tu do pół godziny zatrzymywali się – śpiewali, odpoczywali, później odchodzili do 3 ołtarza koło poczty i do 4 przed malarzem Paprockim. W procesji szli Polacy i Niemcy. Od 1 do 2 ołtarza śpiewali po niemiecku Niemcy i grała ich orkiestra. Dalej po polsku śpiewali Polacy i tak na przemian. Podobnie było z przeplataniem języka polskiego i niemieckiego w czasie Mszy świętej w kościele w Broniszewicach Nowych na „Górce”.
W latach 1939 – 1945 budynek wraz z majątkiem przejęli okupanci. Wojna spowodowała rozproszenie się dzieci i sióstr. Po zakończeniu działań wojennych w 1945 roku siostry zaczęły wracać do Broniszewic i powoli organizować życie w domu który był bardzo zdewastowany i ograbiony. Początki były więc bardzo trudne… Przybywające dzieci były bardzo zaniedbane i często chore. W 1946 roku Sierociniec Sióstr Dominikanek liczył 60 miejsc i przeznaczony był dla sierot i półsierot w wieku od 3 do 18 lat. Wychowanek z tego okresu – Wincenty Rogula – tak wspominał: W budynku wybudowanym 1935 roku była piekarnia, w której siostry wypiekały chleb dla wszystkich mieszkańców klasztoru. Część dzieci była sierotami. Była dziewczynka i dwóch chłopców cygańskich, których rodziców rozstrzelali Niemcy w Jarocinie. Były też z rodzin folksdojczów – 3 dziewczyny i 2 chłopaków – ich rodzice byli wtedy w więzieniu.
Na początku lat 50. ówczesne władze państwowe przejęły majątek – 53,80 hektara – na rzecz Skarbu Państwa. W tym czasie też wszystkie placówki opiekuńcze i wychowawcze, również domy dziecka prowadzone przez zakony i zgromadzenia przejęło Ministerstwo Oświaty i Wychowania, co związane było z przemianami ustrojowymi w państwie. Nadzór nad całokształtem działalności powstałych w ten sposób placówek, w tym też nad Sierocińcem w Broniszewicach, objęły wojewódzkie oddziały Zrzeszenia Katolików „Caritas”. Placówki te przekształcone zostały w Domy Dziecka „Caritas”. Podobny los spotkał przedszkola prowadzone przez zgromadzenia zakonne i przedszkola parafialne. Następnie do placówek prowadzonych przez siostry zaczęto przysyłać dzieci niepełnosprawne intelektualnie. Zdrowe dzieci zostały zabrane do państwowych Domów Dziecka. W kronice siostry dominikanki zanotowały: W październiku 1952 roku przybywają pierwsi wychowankowie niepełnosprawni. W maju 1953 roku Zakład dla dzieci głęboko upośledzonych liczy już 45 podopiecznych, wymagających specyficznego oddziaływania na ich rozwój. W tym czasie prowadzą jeszcze siostry przedszkole i nadal wspomagają kształcącą się młodzież z byłego sierocińca. Z dawnych zapisków dowiadujemy się również: Stan nowoprzybyłych był nie tylko smutny, ale wprost okropny. Na pierwszy rzut oka dało się poznać ich upośledzenie nie tylko umysłowe, ale kulturalne i moralne. Wiele mozolnej i wytężonej pracy trzeba było włożyć przez przeciąg miesięcy, aby ich przyprowadzić do możliwego stanu, wyglądu i wdrożyć w pewien porządek. A to kąpać, myć, czesać, ubierać, obuwać, a nawet karmić, gdyż nie wszyscy umieli się popisać sztuką samodzielnego jedzenia. Litość brała patrzeć na tych kilkunastoletnich chłopców, których poziom umysłowy dorównywał dzieciom dwu lub trzyletnim.
 

W 1959 roku Dom Dziecka „Caritas” w Broniszewicach został przekształcony w Dom Pomocy Społecznej dla Dzieci „Caritas”. Placówka zupełnie zmieniła charakter, wymagało to wielu zmian organizacyjnych i personalnych. Pomimo braku przygotowania merytorycznego do tego typu pracy, siostry dominikanki podjęły ją w duchu realizacji charyzmatu Matki Założycielki, pokonując po drodze wiele przeciwności. Zrzeszenie Katolików „Caritas” całkowicie finansowało funkcjonowanie zakładu w Broniszewicach, zatrudnione tu siostry zakonne i personel świecki aż do 1990 roku.

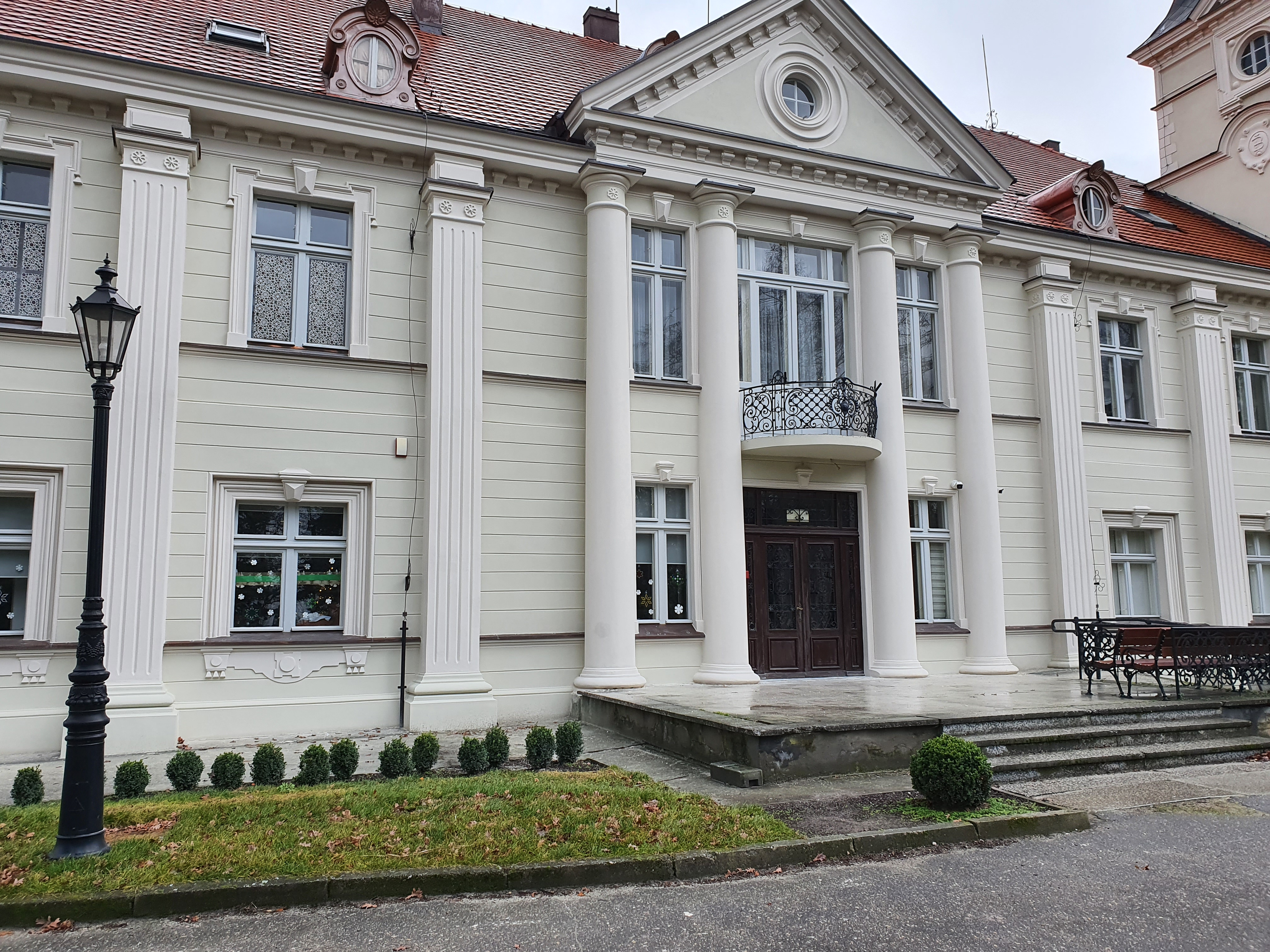
Pałac w Broniszewicach.

## Po 1989 roku... Zmiany i groźba zamknięcia
Rok 1989 przyniósł przemiany polityczne, które wpłynęły również na zmiany w funkcjonowaniu, organizacji, nadzorze i finansowaniu Domu w Broniszewicach. Siostry nadal prowadziły Dom, którego koszty działalności pokrywało Ministerstwo Pracy i Polityki Socjalnej. Niestety pałac, w którym mieszkali chłopacy i siostry, od dawna nie był remontowany, co zaczynało zagrażać bezpieczeństwu. Zgromadzenie będące właścicielem obiektu podjęło decyzję kapitalnego remontu istniejącego zespołu budynków oraz dobudowy części mieszkalno - użytkowej dla potrzeb sióstr i wychowanków. W związku z tym zwróciło się do Wojewódzkiego Zespołu Pomocy Społecznej w Kaliszu z prośbą o środki na realizację tych planów. Przeprowadzono również odpowiednie prace projektowe, które miały doprowadzić do otrzymania zezwolenia na budowę. Dramatyczny dla DPS w Broniszewicach okazał się rok 1994. Środków na zaplanowane inwestycje nie było. Aby ratować Dom, siostry były gotowe oddać swoje nieruchomości na rzecz Skarbu Państwa, oczekując w zamian ich remontu. Niestety, z tych planów nic nie wyszło, ponieważ możliwości finansowe pomocy społecznej również były niewystarczające, a dodatkowo pojawiły się różne przeszkody prawne. W tej sytuacji zaproponowany przez władze plan był dramatyczny: zamknięcie DPS w Broniszewicach 31 grudnia 1994 roku i przeprowadzka dzieci do placówki w Pleszewie.
W takiej sytuacji siostry podjęły jeszcze jedną próbę ratowania Domu i pozyskania środków na jego remont: przekazać notarialnie jako darowiznę na rzecz Wojewódzkiego Zespołu Pomocy Społecznej w Kaliszu parcelę wraz z mieszczącym się na niej budynkiem DPS oraz grunt na tereny rekreacyjne dla wychowanków. Propozycja ta została zaakceptowana, jednak pod warunkiem, że siostry przekażą również pralnię, budynek gospodarczy z przyległymi garażami oraz staw konieczny na oczyszczalnię ścieków. Zgromadzenie przychyliło się do tej prośby, ale postawiło warunki; które wymagały szczegółowej analizy i wyjaśnień ze strony wojewody. Przyczyniło się to do znacznego wydłużenia czasu zakończenia ustaleń w sprawach związanych z darowizną, w związku z czym wojewoda zaproponował by do końca pierwszego kwartału 1995 roku działalność DPS w Broniszewicach prowadzona była na dotychczasowych zasadach. Jednym z warunków podjęcia remontu budynku pałacowego jaki przedstawił wojewoda była konieczność wyprowadzenia się z niego sióstr. Trwały już wówczas prace mające na celu adaptację budynku klasztornego, ale nie był on jeszcze gotowy do zamieszkania. W tej sytuacji Matka Generalna poprosiła by przesunięto termin sporządzenia aktu notarialnego związanego z przekazaniem budynku na rzecz WZPS na okres około dwóch lat, oraz dotację na utrzymanie i prawidłowe funkcjonowanie Domu na ten okres, a także na inwestycje bieżące na zasadach obowiązujących dotychczas. 1 września 1995 roku nowym dyrektorem Domu została s. Czesława Stanisława Toczek, która miała doprowadzić do końca sprawę likwidacji lub znaleźć fundusze na remont, a więc i pozostawienie pałacu, budynków pomocniczych i całego terenu przy zgromadzeniu. Siostry znów zawierzyły wszystko Bogu i św. Józefowi… Jeszcze w tym samym roku DPS otrzymał dotację z ówczesnego Urzędu Rady Ministrów – Departamentu Wyznań oraz z Państwowego Funduszu Rehabilitacji Osób Niepełnosprawnych. Były to pierwsze pieniądze, które pozwoliły rozpocząć kapitalny remont pałacu. Już w listopadzie 1995 roku siostry wprowadziły się do będącego praktycznie w stanie surowym budynku klasztornego, w którym nie było nawet wmontowanych drzwi we wszystkich pomieszczeniach. Kolejne dotacje z Funduszu Kościelnego już przy Ministerstwie Spraw Wewnętrznych i Administracji – Departament Wyznań przychodziły prawie każdego roku. Niemalże w tym samym czasie podjęto starania o wyremontowanie budynku gospodarczego na cele rehabilitacyjne. Remont ten został przeprowadzony z pomocą funduszy z Państwowego Funduszu Rehabilitacji Osób Niepełnosprawnych (PFRON) i pomocą sióstr pracujących w Stanach Zjednoczonych. Akt notarialny dotyczący darowizny w związku z podjętymi pracami remontowymi nie został nigdy spisany, pałac i przynależące tereny pozostały własnością Zgromadzenia Sióstr św. Dominika. Dom został ocalony i mógł być schronieniem dla chłopców przez kolejne lata…
Kolejne zagrożenie zamknięcia Domu
Nowy Dom – wielki cud
Pałac, w którym funkcjonował Dom, wymagał remontu… Przeciekał dach, zalewało sypialnie chłopcó odpadał tynk, zaczęły pękać rury kanalizacyjne, zalewało łazienki. Ekspertyza przeprowadzona przez strażaków była porażająca: w budynku nikt nie będzie mógł mieszkać. Siostry mają dwa lata, żeby wyprowadzić z pałacu chłopców. Ale gdzie? Dominikanki nie miały pieniędzy, ale postanowiły, że wybudują nowy dom, wbrew zaleceniom urzędników, którzy radzili, by chłopców oddać do innych placówek i w ten sposób rozwiązać problem. Po raz kolejny zawierzyły wszystko Bogu…
Zaczęła się walka z czasem. Siostry rozpoczęły kwesty pod kościołami. Czy był upał, czy mróz, robiły to w każdy weekend, tam, gdzie wyraził na to zgodę ksiądz. Tymczasem Bóg miał genialny plan. W czasie kwest Dominikanki poznały bardzo wielu ludzi, w tym i dziennikarzy. Dzięki aukcji z okazji Dnia Dziecka w radiowej Dwójce nagle na koncie pojawiło się ponad 70.000 zł. Potem była przygoda z TVP. Jan Pospieszalski zaprosił siostry do programu „Warto Rozmawiać”. Reportaż z Broniszewic mocno trafił do ludzkich serc. Po dwóch programach na koncie pojawił się milion złotych. Wówczas też odezwało się z pomocą mnóstwo ludzi niewierzących.
Przełomowy jednak okazał się kwiecień 2017 roku. Z okazji Światowego Dnia Pingwina siostry nagrały telefonem krótki film, na którym naśladują pingwiny. Opublikowane w sieci nagranie natychmiast zauważyły media, które zjechały się do Broniszewic. Miało być zabawnie, a na miejscu dziennikarze poznali dramatyczną sytuację, z jaką muszą zmierzyć się siostry. Efekt – materiały w mediach płynące prosto z serca. Na efekt nie trzeba było długo czekać. Stan surowy nowego domu to koszt miliona i dwustu tysięcy złotych. I tyle właśnie było już na koncie. A później kolejne tygodnie i miesiące, w których nie zabrakło ludzi chcących wesprzeć inwestycję. Efekt – zebranych 5 milionów.
We wrześniu 2018 roku po 22 miesiącach budowy dominikanki oficjalnie otworzyły nowy Dom Chłopaków dla swoich podopiecznych. Przed głównym wejściem była piętnastometrowa wstęga i przecinało ją piętnaście osób. Był najstarszy i najmłodszy mieszkaniec domu, byli reprezentanci dobroczyńców, jeden wierzący, drugi niewierzący, byli reprezentanci mediów, artystów, był nasz starosta i inne ważne osoby. Była Msza, a na niej katolicy, protestanci, prawosławni, niewierzący… Przedsięwzięcie, które kosztowało 7 milionów złotych, udało się sfinansować dzięki dobroczyńcom z całego świata. Siostry zadbały również o otoczenie Domu: gospodarstwo dla zwierząt, wyremontowana szkoła dla chłopców, elektryka, ogrodzenia, warsztaty terapii zajęciowej. 
Jest i drugi…
Jeden Dom dla Chłopaków okazał się za mały, bo potrzebujących takiej opieki było znacznie więcej. Do sióstr wciąż dzwonili opiekunowie z pytaniem o możliwość oddania dzieci pod opiekę. Siostry pomyślały o budowie drugiego Domu Chłopaków, ale nie było na to finansów. A tu nagle znalazł się darczyńca.- Pojawił się człowiek z pragnieniem sfinansowania całej budowy! Powiedział - Niech siostry się nie martwią! Wszystko, dosłownie wszystko, co dotyczy tego nowego domu: od zakupu działki, przez budowę, ogrodzenie, trawniczki, aż po ostatni fotel w pokoju chłopców będzie sfinansowane... – wspominają siostry. Sponsor ten przyznał, że obserwował ich poczynania przy budowie pierwszego domu i właśnie finalizacja inwestycji skłoniła go do zaangażowania się w powstanie jeszcze jednego cudownego miejsca dla potrzebujących.
Darczyńca zgłosił się do sióstr we wrześniu 2019 roku. W styczniu 2020 r. dominikanki odebrały pozwolenie na budowę, a dwa miesiące później prace ruszyły. Drugi Dom Chłopaków uroczyście otwarto 18 września 2021 roku. Kosztował 4,5 miliona złotych.DPS w Broniszewicach zyskał przydomek "Dom Chłopaków", a Siostry zasłynęły swoim "chodem pingwina", który był elementem kampanii zbiórkowej mającej na celu budowę nowego budynku przeznaczonego dla podopiecznych. 
W 2018 roku Patryk Vega nakręcił, krótki dokument o Siostrach i Domu Chłopaków. 